# Марк Невелдін
Марк Невелдін (англ. Mark Neveldine; 11 травня 1973, Вотертаун) — американський кінорежисер, продюсер, сценарист і кінооператор.

## Біографія
Народився в містечку Вотертаун в штаті Нью-Йорк 11 травня 1973 року. Навчався у коледжі Гобарта і Вільяма Сміта (англ. Hobart and William Smith Colleges) в Дженіві (Нью-Йорк), за спеціальністю драматургія і психологія. Отримавши диплом, Марк переїхав до Манхеттена, де і розпочав свою кар'єру актора, зігравши в більш ніж тридцяти постановках.
Згодом Невелдін був помічений в ролі кінооператора і постановника, спочатку в музичних кліпах, документальних і короткометражних телевізійних фільмів.
Вперше знявся в 1996 році, зігравши епізодичну роль у фільмі «Гуляють, базікають». Популярність Марк отримав після 2006 року, коли в тандемі з Браяном Тейлором спродюсував і зрежисирував фільм «Адреналін» з Джейсон Стейтемом у головній ролі.

## Фільмографія
| Рік  | Назва (укр.)                  | Назва (англ.)                     | Режисер | Сценарист | Продюсер   | Кінооператор |
| ---- | ----------------------------- | --------------------------------- | ------- | --------- | ---------- | ------------ |
| 2006 | Адреналін                     | Crank                             | Так     | Так       | виконавчий | Так          |
| 2008 | Патологія                     | Pathology                         | Ні      | Так       | Так        | Так          |
| 2009 | Адреналін: Висока напруга     | Crank: High Voltage               | Так     | Так       | виконавчий | Так          |
| 2009 | Геймер                        | Gamer                             | Так     | Так       | виконавчий | Так          |
| 2010 | Джона Гекс                    | Jonah Hex                         | Ні      | Так       | Ні         | Ні           |
| 2011 | Примарний вершник: Дух помсти | Ghost Rider: Spirit of Vengenance | Так     | Ні        | Ні         | Так          |
| 2015 | Записки Ватикану              | The Vatican Tapes                 | Так     | Ні        | Ні         | Ні           |
| 2022 | Панама                        | Panama                            | Так     | Ні        | Ні         | Так          |